# Arisemus buzbyae
Arisemus buzbyae är en tvåvingeart som beskrevs av Wagner och Masteller 1996. Arisemus buzbyae ingår i släktet Arisemus och familjen fjärilsmyggor.
Artens utbredningsområde är Puerto Rico. Inga underarter finns listade i Catalogue of Life.